# Sông Illinois
Sông Illinois (tiếng Anh: Illinois River) là một trong các chi lưu chính của sông Mississippi, có chiều dài xấp xỉ 273 dặm (439 km) thuộc bang Illinois. Sông thoát nước cho một khu vực lớn ở miền trung bang Illinois, với diện tích lưu vực là 28.070 dặm vuông Anh (72.701 km2). Đây là một dòng sông quan trọng đối với người bản địa châu Mỹ và các nhà buôn người Pháp thời kỳ đầu do là tuyến đường thủy chính nối Đại Hồ với sông Mississippi. Các khu định cư thuộc địa của người Pháp dọc theo sông đã tạo thành trung tâm của một khu vực được gọi là xứ Illinois (Pays des Illinois). Sau khi hoàn thành việc xây dựng kênh đào Illinois và Michigan và kênh đào Hennepin vào thế kỷ 19, vai trò của sông trong việc vận chuyển giữa hồ Michigan và sông Mississippi càng được mở rộng.

## Thủy văn
Sông Illinois bắt đầu từ điểm hợp lưu của sông Kankakee và sông Des Plaines ở phía đông quận Grundy, xấp xỉ 10 dặm (16 km) về phía tây nam của Joliet. Sông chảy theo hướng tây qua miền bắc của tiểu bang Illinois, qua Morris và Ottawa, tại hai nơi này sông nhận được nước từ [sông [Mazon]] và sông Fox. Tại LaSalle, sông Illinois tiếp tục nhận được nước của sông Vermilion, và sau đó chảy về phía tây qua Peru, và Spring Valley. Ở phía đông nam quận Bureau, dòng chảy của sông chuyển thành hướng nam tại một khu vực được gọi là "Great Bend," sau đó chảy về tây nam qua miền tây của Illinois, qua Lacon, Henry và khu kinh doanh của Peoria, thành phố chính nằm ven sông.
Phía nam của Peoria, sông Illinois hợp với sông Mackinaw rồi chảy qua Khu trú ẩn hoang dã quốc gia Chautauqua. Qua Havana, sông Illinois nhận nước từ sông Spoon, và qua Browning, nó lại nhận được nước từ sông Sangamon. Sông La Moine đổ vào sông Illinois xấp xỉ năm dặm (8 kilometers) về phía tây nam của Beardstown.
Gần nơi hợp lưu của Illinois với sông La Moine, dòng chảy cú nó chuyển sang hướng nam, chảy gần như song song với sông Mississippi tại phía tây nam Illinois. Sông Macoupin đổ vào Illinois tại ranh giới giữa Greene và Jersey, xấp xỉ 15 dặm (24 km) về phía thượng lưu từ điểm hợp lưu với Mississippi.
Tại 20 dặm (32 km) cuối, sông Illinois chỉ cách sông Mississippi khoảng 5 dặm, bởi một vùng đất tạo thành quận Calhoun. Illinois đổ vào Mississippi gần Grafton, xấp xỉ 25 dặm (40 km) về phía tây bắc khu kinh doanh của St. Louis và khoảng 20 dặm về phìa thượng nguồn từ điểm hợp lưu giữa sông Missouri và Mississippi.

## Các thành phố và thị trấn
- Bath
- Beardstown
- Browning
- Chillicothe
- Chicago
- Creve Coeur
- East Peoria
- Florence
- Hardin
- Havana
- Hennepin
- Henry
- Kampsville
- Kingston Mines
- LaSalle
- Lacon
- Liverpool
- Marseilles
- Meredosia
- Morris
- Naples
- Naplate
- North Utica
- Oglesby
- Ottawa
- Pekin
- Peoria
- Peoria Heights
- Peru
- Rome
- Seneca
- Spring Bay
- Spring Valley
- Valley City